# Ulrich Frank (Wirtschaftsinformatiker)
Ulrich Frank (* 1958) ist ein deutscher Wirtschaftsinformatiker und Professor für Wirtschaftsinformatik an der Universität Duisburg-Essen.

## Leben
Nach dem Studium der Betriebswirtschaftslehre (Angewandte Informatik im Nebenfach) an der Universität zu Köln promovierte Frank an der Universität Mannheim mit einer Dissertation zum Thema „Expertensysteme – Neue Automatisierungspotentiale im Büro- und Verwaltungsbereich“. Nach der Promotion arbeitete er bei der Gesellschaft für Mathematik und Datenverarbeitung in Sankt Augustin. Seine Habilitation verfasste Frank 1993 an der Universität Marburg und übernahm nach dem Ruf an die Universität Koblenz-Landau 1994 den dortigen Lehrstuhl für Wirtschaftsinformatik. 2003 folgte ein Ruf an die Universität Augsburg, den er ablehnte. 2004 übernahm Frank den Lehrstuhl für Wirtschaftsinformatik und Unternehmensmodellierung an der Universität Duisburg-Essen.
Von Nov. 1990 bis Januar 1992 war er als Postdoctoral Researcher bei IBM Research in St José/Ca. tätig, wo er an der Entwicklung einer Server-Client-Architektur für ein System zur automatisierten Steuerung von Laboren beteiligt war. Er war Gastprofessor an der Deakin University in Melbourne, der Universität Turku und der Universidad de los Andes in Bogota. 

## Forschungsgebiete
Im Zentrum der Forschung von Ulrich Frank steht die Entwicklung und Implementierung von Modellierungssprachen und -Werkzeugen. Dabei kommt der multiperspektivischen Unternehmensmodellierung eine besondere Rolle zu. Frank und sein Team haben dazu die Methode "Multi-Perspective Enterprise Modeling" (MEMO) entwickelt. Sie ermöglicht die integrierte Modellierung von Informations- und Handlungssystem eines Unternehmens und bietet damit eine effektive Unterstützung des "IT Business Alignment". In den letzten Jahren hat sich Frank vor allem der Erforschung von "Multi-Level Language Architectures" gewidmet. Gemeinsam mit Tony Clark von der Aston University wurde dazu im Projekt "Language Engineering for Multi-Level Modeling" (LE4MM) die (Meta-)Sprache FMMLx sowie eine korrespondierende (Meta-)Modellierungsumgebung, der XModelerML, entwickelt. Gegenüber konventionellen Spracharchitekturen erlaubt sie nicht nur ein deutlich höheres Maß an Wiederverwendung und Anpassbarkeit, sondern ermöglicht auch eine gemeinsame Repräsentation von Modellen und Code, so das Anwender während der Laufzeit eines Programms durch die korrespondierenden konzeptuellen Modelle navigieren und sie – bei entsprechender Autorisierung – ändern können, wodurch dann auch das Programm geändert wird.
In seiner Arbeit folgt Frank einer Konzeption von Wirtschaftsinformatik als einer spezifischen Sprachwissenschaft. Das betrifft einerseits die fundamentale Bedeutung von Analyse-, Entwurfs- und Implementierungssprachen für die Konstruktion von Informationssystemen, andererseits die zentrale Rolle, die (Fach-)Sprachen und den damit verbundenen Kommunikationsbarrieren in Bezug auf die angemessene Nutzung von Informationssystemen zukommt.
Weitere Arbeiten von Ulrich Frank sind auf die Konstruktion von Methoden im Allgemeinen, von Forschungsmethoden im Besonderen, gerichtet. Dabei hat er sich mit spezifischen methodischen Herausforderungen der Wirtschaftsinformatik beschäftigt, insbesondere mit Ansätzen zum Umgang mit einem kontingenten Forschungsgegenstand und dem Entwurf möglicher zukünftiger Welten.

## Arbeit in wissenschaftlichen Kommissionen
Ulrich Frank war und ist Mitherausgeber einer Reihe von wissenschaftlichen Zeitschriften, u. a. "Software and Systems Modeling", "Business and Information Systems Engineering", "Enterprise Modeling and Information Systems Architecture", "Information Systems and e-Business Management". Zudem hat er als Sprecher der Fachgruppe Wirtschaftsinformatik in der Gesellschaft für Informatik die Open Access Zeitschrift "Enterprise Modeling and Information Systems Architectures" gegründet. Er war von 2017 bis 2024 Mitglied es Fachkollegiums Informatik der Deutschen Forschungsgemeinschaft. Zudem war er langjähriges Mitglied der Forschungskommission der Universität Duisburg-Essen.
Frank eröffnet die diesjährige Veranstaltung "CAiSE'25" in Wien mit einer Debatte über das Thema "Time for a New Scientific Culture?". Seine Antwort? "Yes!". In seinem Aufsatz kritisiert er die Krise der Wissenschaft durch Leistungsindikatoren, Publikationsflut und unethischen Verlage, die Forschungsfreiheit und Motivation untergraben. Er plädiert für eine neue Wissenschaftskultur mit kritischer Reflexion, offenem Wissenszugang und enger Verbindung von Forschung und Lehre, um konstruktiven Wettbewerb und Wissensdrang zu fördern. Reform sieht er nur durch eine starke, werteorientierte Wissenschaftskultur als realisierbar.

## Schriften (Auswahl)
- Expertensysteme. Neue Automatisierungspotentiale im Büro- und Verwaltungsbereich? Gabler, Wiesbaden 1988, ISBN 3-409-13112-4 (Hochschulschrift).
- Mit Juliane Kronen: Kommunikationsanalyseverfahren. Theoretische Konzepte, Anwendungspraxis und Perspektiven zur Gestaltung von Informationssystemen. Vieweg, Braunschweig/Wiesbaden 1991, ISBN 3-528-05154-X.
- Multiperspektivische Unternehmensmodellierung. Theoretischer Hintergrund und Entwurf einer objektorientierten Entwicklungsumgebung. Oldenbourg, München/Wien 1994, ISBN 3-486-22922-2 (Hochschulschrift).
- The MEMO meta modelling language (MML) and language architecture (= ICB research report No. 24). Institut für Informatik und Wirtschaftsinformatik (ICB), Universität Duisburg-Essen 2008, OCLC 297617990.
- Mit Alexander Bock: Organisationsforschung und Wirtschaftsinformatik : Zeit für eine Annäherung? (= ICB research report No. 67). Institut für Informatik und Wirtschaftsinformatik (ICB), Universität Duisburg-Essen 2020, DNB 123339522X.